# We Are Not Your Kind
We Are Not Your Kind je šesté album americké metalové skupiny Slipknot, jež vyšlo 9. srpna 2019. Název alba je z verše singlu „All Out Life“, který byl vydán 31. října 2018, avšak není obsažen na standardní edici alba, ale pouze na edici, která je vydávána jen v Japonsku. 
Album obsahuje celkem 14 skladeb. Dne 16. května 2019 byl vydán první singl „Unsainted“. Dne 22. července byl vydán druhý singl „Solway Firth“. Čtyři dny před vydáním alba byl na serveru YouTube zveřejněn další singl s názvem „Birth of the Cruel“.

## Seznam skladeb
Všechny skladby napsal(i) Slipknot. 
| Pořadí         | Název                   | Délka |
| -------------- | ----------------------- | ----- |
| 1.             | Insert Coin             | 1:40  |
| 2.             | Unsainted               | 4:21  |
| 3.             | Birth of the Cruel      | 4:36  |
| 4.             | Death Because of Death  | 1:20  |
| 5.             | Nero Forte              | 5:15  |
| 6.             | Critical Darling        | 6:26  |
| 7.             | Liar's Funeral          | 5:27  |
| 8.             | Red Flag                | 4:12  |
| 9.             | What's Next             | 0:54  |
| 10.            | Spiders                 | 4:04  |
| 11.            | Orphan                  | 6:01  |
| 12.            | My Pain                 | 6:48  |
| 13.            | Not Long for This World | 6:36  |
| 14.            | Solway Firth            | 5:55  |
| Celková délka: | Celková délka:          | 63:38 |

| Edice vydaná v Japonsku | Edice vydaná v Japonsku | Edice vydaná v Japonsku |
| Pořadí                  | Název                   | Délka                   |
| ----------------------- | ----------------------- | ----------------------- |
| 15.                     | All Out Life            | 5:40                    |
| Celková délka:          | Celková délka:          | 69:18                   |

## Obsazení
- (#8) Corey Taylor – zpěv
- (#7) Mick Thomson – kytara
- (#6) Shawn Crahan – perkuse, doprovodné vokály
- (#5) Craig Jones – samply , klávesy
- (#4) James Root – rytmická kytara
- (#0) Sid Wilson – DJ
- Alessandro Venturella – baskytara
- Jay Weinberg – bicí
- Michael Pfaff – Perkuse